# Žeravac (biljni rod)
Žeravac (pelargonija, lat. Pelargonium), biljni rod u porodici iglicovki s 283 vrste jednogosišnjeg raslinja, trajnica, polugrmova i grmova raširenih po Africi, Australaziji, umjerenoj Aziji i otoku Tristan da Cunha. U Hrvatskoj rastu tri vrste, to su bršljenasti ili štitasti žeravac, puzeći ili padajući grm koji ima dosta kultivara, a znanstveno se zove P. peltatum. Druga vrsta je P. zonale i treća P. × hybridum.
Poznate vrste su i kudravi žeravac (P. crispum), velecvjetni žeravac (P. grandiflorum) i limunski žeravac (P. odoratissimum)

## Vrste
1. Pelargonium abrotanifolium (L.f.) Jacq.
2. Pelargonium acetosum (L.) L'Hér.
3. Pelargonium aciculatum E.M.Marais
4. Pelargonium acraeum R.A.Dyer
5. Pelargonium adriaanii M.Becker & F.Albers
6. Pelargonium aestivale E.M.Marais
7. Pelargonium albersii M.Becker
8. Pelargonium album J.J.A.van der Walt
9. Pelargonium alchemilloides (L.) L'Hér.
10. Pelargonium alpinum Eckl. & Zeyh.
11. Pelargonium alternans J.C.Wendl.
12. Pelargonium althaeoides (L.) L'Hér.
13. Pelargonium anauris M.Becker & F.Albers
14. Pelargonium anethifolium (Eckl. & Zeyh.) Steud.
15. Pelargonium angustipetalum E.M.Marais
16. Pelargonium antidysentericum (Eckl. & Zeyh.) Kostel.
17. Pelargonium apetalum P.Taylor
18. Pelargonium appendiculatum (L.f.) Willd.
19. Pelargonium aridicola E.M.Marais
20. Pelargonium aridum R.A.Dyer
21. Pelargonium aristatum (Sweet) G.Don
22. Pelargonium artemisiifolium DC.
23. Pelargonium arthriticum R.T.F.Clifton
24. Pelargonium articulatum Willd.
25. Pelargonium asarifolium (Sweet) G.Don
26. Pelargonium attenuatum Harv.
27. Pelargonium auritum Willd.
28. Pelargonium australe Willd.
29. Pelargonium barklyi Scott Elliot
30. Pelargonium betulinum (L.) L'Hér.
31. Pelargonium bicolor (Jacq.) L'Hér.
32. Pelargonium bifolium (Burm.f.) Willd.
33. Pelargonium boranense Friis & M.G.Gilbert
34. Pelargonium bowkeri Harv.
35. Pelargonium brevipetalum N.E.Br.
36. Pelargonium brevirostre E.Mey. ex R.Knuth
37. Pelargonium bubonifolium (Andrews) Pers.
38. Pelargonium burgerianum J.J.A.van der Walt
39. Pelargonium burtoniae L.Bolus
40. Pelargonium caespitosum Turcz.
41. Pelargonium caffrum (Eckl. & Zeyh.) Steud.
42. Pelargonium caledonicum L.Bolus
43. Pelargonium calviniae R.Knuth
44. Pelargonium campestre (Eckl. & Zeyh.) F.Dietr.
45. Pelargonium candicans Spreng.
46. Pelargonium capillare (Cav.) Willd.
47. Pelargonium capitatum (L.) L'Hér.
48. Pelargonium capituliforme R.Knuth
49. Pelargonium carneum Jacq.
50. Pelargonium carnosum (L.) L'Hér.
51. Pelargonium caroli-henrici B.Nord.
52. Pelargonium caucalifolium Jacq.
53. Pelargonium caylae Humbert
54. Pelargonium ceratophyllum L'Hér.
55. Pelargonium chelidonium (Houtt.) DC.
56. Pelargonium christophoranum Verdc.
57. Pelargonium citronellum J.J.A.van der Walt
58. Pelargonium columbinum Jacq.
59. Pelargonium confertum E.M.Marais
60. Pelargonium connivens E.M.Marais
61. Pelargonium conradieae J.C.Manning & A.le Roux
62. Pelargonium cordifolium (Cav.) Curtis
63. Pelargonium coronopifolium Jacq.
64. Pelargonium cortusifolium L'Hér.
65. Pelargonium cotyledonis (L.) L'Hér.
66. Pelargonium crassicaule L'Hér.
67. Pelargonium crassipes Harv.
68. Pelargonium crispum (P.J.Bergius) L'Hér.
69. Pelargonium crithmifolium Sm.
70. Pelargonium cucullatum (L.) L'Hér.
71. Pelargonium curviandrum E.M.Marais
72. Pelargonium dasyphyllum E.Mey. ex R.Knuth
73. Pelargonium denticulatum Jacq.
74. Pelargonium desertorum Vorster
75. Pelargonium dichondrifolium DC.
76. Pelargonium dipetalum L'Hér.
77. Pelargonium dispar N.E.Br.
78. Pelargonium dolomiticum R.Knuth
79. Pelargonium drummondii Turcz.
80. Pelargonium echinatum Curtis
81. Pelargonium elandsmontanum E.M.Marais ex J.C.Manning & Goldblatt
82. Pelargonium elegans (Andrews) Willd.
83. Pelargonium ellaphieae E.M.Marais
84. Pelargonium elongatum (Cav.) Salisb.
85. Pelargonium endlicherianum Fenzl
86. Pelargonium englerianum R.Knuth
87. Pelargonium erlangerianum Engl. ex R.Knuth
88. Pelargonium eupatoriifolium (Eckl. & Zeyh.) F.Dietr.
89. Pelargonium exhibens Vorster
90. Pelargonium exstipulatum (Cav.) L'Hér.
91. Pelargonium fasciculaceum E.M.Marais
92. Pelargonium fergusoniae L.Bolus
93. Pelargonium fissifolium (Andrews) Pers.
94. Pelargonium flabelliforme E.M.Marais
95. Pelargonium flavidum E.M.Marais
96. Pelargonium flavipetalum E.M.Marais
97. Pelargonium frutetorum R.A.Dyer
98. Pelargonium fruticosum (Cav.) Willd.
99. Pelargonium fulgidum (L.) L'Hér.
100. Pelargonium fumariifolium R.Knuth
101. Pelargonium gibbosum (L.) L'Hér.
102. Pelargonium gilgianum Schltr. ex R.Knuth
103. Pelargonium githagineum E.M.Marais
104. Pelargonium glabriphyllum E.M.Marais
105. Pelargonium glechomoides A.Rich.
106. Pelargonium glutinosum (Jacq.) L'Hér.
107. Pelargonium gracile (Eckl. & Zeyh.) Steud.
108. Pelargonium gracilipes R.Knuth
109. Pelargonium gracillimum Fourc.
110. Pelargonium grandicalcaratum R.Knuth
111. Pelargonium grandiflorum Willd.
112. Pelargonium graveolens L'Hér.
113. Pelargonium grenvilleae (Andrews) Harv.
114. Pelargonium greytonense J.J.A.van der Walt
115. Pelargonium griseum R.Knuth
116. Pelargonium grossularioides (L.) L'Hér.
117. Pelargonium hantamianum R.Knuth
118. Pelargonium hararense Engl. ex R.Knuth
119. Pelargonium havlasae Domin
120. Pelargonium helmsii Carolin
121. Pelargonium hemicyclicum Hutch. & C.A.Sm.
122. Pelargonium hermanniifolium (P.J.Bergius) Jacq.
123. Pelargonium hermansdorpense R.Knuth
124. Pelargonium heterophyllum Jacq.
125. Pelargonium hirtipetalum E.M.Marais
126. Pelargonium hirtum (Burm.f.) Jacq.
127. Pelargonium hispidum (L.f.) Willd.
128. Pelargonium hypoleucum Turcz.
129. Pelargonium hystrix Harv.
130. Pelargonium incarnatum (L.) Moench
131. Pelargonium incrassatum (Andrews) Sims
132. Pelargonium inodorum Willd.
133. Pelargonium inquinans (L.) L'Hér.
134. Pelargonium insularis Gibby & A.G.Mill.
135. Pelargonium ionidiflorum (Eckl. & Zeyh.) F.Dietr.
136. Pelargonium karooicum Compton & P.E.Barnes
137. Pelargonium keeromsbergense M.Becker & F.Albers
138. Pelargonium klinghardtense R.Knuth
139. Pelargonium ladysmithianum R.Knuth
140. Pelargonium laevigatum (L.f.) Willd.
141. Pelargonium lanceolatum (Cav.) J.Kern
142. Pelargonium laxum (Sweet) G.Don
143. Pelargonium leipoldtii R.Knuth
144. Pelargonium leptum L.Bolus
145. Pelargonium littorale Hügel
146. Pelargonium lobatum (Burm.f.) L'Hér.
147. Pelargonium longicaule Jacq.
148. Pelargonium longiflorum Jacq.
149. Pelargonium longifolium (Burm.f.) Jacq.
150. Pelargonium luridum (Andrews) Sweet
151. Pelargonium luteolum N.E.Br.
152. Pelargonium luteopetalum E.M.Marais
153. Pelargonium luteum (Andrews) Sm.
154. Pelargonium madagascariense Baker
155. Pelargonium magenteum J.J.A.van der Walt
156. Pelargonium malacoides R.Knuth
157. Pelargonium minimum (Cav.) Willd.
158. Pelargonium mollicomum Fourc.
159. Pelargonium moniliforme E.Mey. ex Harv.
160. Pelargonium montaguense E.M.Marais
161. Pelargonium mossambicense Engl.
162. Pelargonium multibracteatum Hochst. ex A.Rich.
163. Pelargonium multicaule Jacq.
164. Pelargonium multiradiatum J.C.Wendl.
165. Pelargonium mutans Vorster
166. Pelargonium myrrhifolium (L.) L'Hér.
167. Pelargonium nanum L'Hér.
168. Pelargonium naviculifolium E.M.Marais
169. Pelargonium nelsonii Burtt Davy
170. Pelargonium nephrophyllum E.M.Marais
171. Pelargonium nervifolium Jacq.
172. Pelargonium nummulifolium Salisb.
173. Pelargonium oblongatum E.Mey. ex Harv.
174. Pelargonium obnatum R.T.F.Clifton
175. Pelargonium obturbum P.Rees & R.T.F.Clifton
176. Pelargonium occultum Liekkio & R.T.F.Clifton
177. Pelargonium ocellatum J.J.A.van der Walt
178. Pelargonium ochroleucum Harv.
179. Pelargonium odoratissimum (L.) L'Hér.
180. Pelargonium oenotherae (L.f.) Jacq.
181. Pelargonium omissum P.Rees & R.T.F.Clifton
182. Pelargonium oppositifolium Schltr.
183. Pelargonium oreophilum Schltr.
184. Pelargonium orientum R.T.F.Clifton
185. Pelargonium otaviense R.Knuth
186. Pelargonium ovale (Burm.f.) L'Hér.
187. Pelargonium oxaloides (Burm.f.) Willd.
188. Pelargonium pachypodium J.P.Roux
189. Pelargonium pallidoflavum E.M.Marais
190. Pelargonium panduriforme Eckl. & Zeyh.
191. Pelargonium paniculatum Jacq.
192. Pelargonium papilionaceum (L.) L'Hér.
193. Pelargonium parvipetalum E.M.Marais
194. Pelargonium patulum Jacq.
195. Pelargonium peltatum (L.) L'Hér.
196. Pelargonium petroselinifolium G.Don
197. Pelargonium pillansii T.M.Salter
198. Pelargonium pilosellifolium (Eckl. & Zeyh.) F.Dietr.
199. Pelargonium pinnatum (L.) L'Hér.
200. Pelargonium plurisectum T.M.Salter
201. Pelargonium polycephalum (Harv.) E.Mey. ex R.Knuth
202. Pelargonium praemorsum (Andrews) F.Dietr.
203. Pelargonium proliferum (Burm.f.) Steud.
204. Pelargonium psammophilum E.M.Marais
205. Pelargonium pseudoglutinosum R.Knuth
206. Pelargonium pubipetalum E.M.Marais
207. Pelargonium pulchellum Sims
208. Pelargonium pulverulentum Colvill ex Sweet
209. Pelargonium punctatum (Andrews) Willd.
210. Pelargonium quarciticola Meve & E.M.Marais
211. Pelargonium quercetorum Agnew
212. Pelargonium quercifolium (L.f.) L'Hér.
213. Pelargonium quinquelobatum Hochst. ex A.Rich.
214. Pelargonium radens H.E.Moore
215. Pelargonium radiatum (Andrews) Pers.
216. Pelargonium radicatum Vent.
217. Pelargonium radulifolium (Eckl. & Zeyh.) Steud.
218. Pelargonium ramosissimum (Cav.) Willd.
219. Pelargonium ranunculophyllum (Eckl. & Zeyh.) Baker
220. Pelargonium rapaceum (L.) L'Hér.
221. Pelargonium redactum Vorster
222. Pelargonium reflexipetalum E.M.Marais
223. Pelargonium reflexum Pers.
224. Pelargonium reniforme (Andrews) Curtis
225. Pelargonium reptans R.T.F.Clifton
226. Pelargonium ribifolium Jacq.
227. Pelargonium × riversdalense R.Knuth
228. Pelargonium rodneyanum Lindl.
229. Pelargonium rubiginosum E.M.Marais
230. Pelargonium sabulosum E.M.Marais
231. Pelargonium salmoneum R.A.Dyer
232. Pelargonium saxatile J.C.Manning & Goldblatt
233. Pelargonium scabroide R.Knuth
234. Pelargonium scabrum (L.) L'Hér.
235. Pelargonium schizopetalum Sweet
236. Pelargonium semitrilobum Jacq.
237. Pelargonium senecioides L'Hér.
238. Pelargonium sericifolium J.J.A.van der Walt
239. Pelargonium sessiliflorum Hellbr. ex M.M.le Roux
240. Pelargonium setosum (Sweet) DC.
241. Pelargonium setulosum Turcz.
242. Pelargonium sibthorpiifolium Harv.
243. Pelargonium sidoides DC.
244. Pelargonium somalense Franch.
245. Pelargonium spinosum Willd.
246. Pelargonium stipulaceum Willd.
247. Pelargonium sublignosum R.Knuth
248. Pelargonium suburbanum Clifford ex D.A.Boucher
249. Pelargonium tabulare (L.) L'Hér.
250. Pelargonium tenellum (Andrews) Loudon ex G.Don
251. Pelargonium tenuicaule R.Knuth
252. Pelargonium ternatum (L.f.) Jacq.
253. Pelargonium ternifolium Vorster
254. Pelargonium tetragonum (L.f.) L'Hér.
255. Pelargonium theianthum (Eckl. & Zeyh.) Steud.
256. Pelargonium tomentosum Jacq.
257. Pelargonium tongaense Vorster
258. Pelargonium torulosum E.M.Marais
259. Pelargonium tragacanthoides Burch.
260. Pelargonium transvaalense R.Knuth
261. Pelargonium triandrum E.M.Marais
262. Pelargonium tricolor Curtis
263. Pelargonium trifidum (Burm.f.) Jacq.
264. Pelargonium trifoliolatum (Eckl. & Zeyh.) E.M.Marais
265. Pelargonium tripalmatum E.M.Marais
266. Pelargonium triphyllum Jacq.
267. Pelargonium triste (L.) L'Hér.
268. Pelargonium uliginosum J.C.Manning & Euston-Brown
269. Pelargonium undulatum (Andrews) W.T.Aiton
270. Pelargonium vanderwaltii van Jaarsv.
271. Pelargonium vassarii W.Morris & R.T.F.Clifton
272. Pelargonium viciifolium L'Hér.
273. Pelargonium vinaceum E.M.Marais
274. Pelargonium violiflorum (Sweet) DC.
275. Pelargonium vitifolium (L.) L'Hér.
276. Pelargonium weberi E.M.Marais
277. Pelargonium whytei Baker
278. Pelargonium wonchiense Vorster & M.G.Gilbert
279. Pelargonium woodii N.E.Br.
280. Pelargonium worcesterae R.Knuth
281. Pelargonium wuppertalense E.M.Marais
282. Pelargonium xanthopetalum E.M.Marais
283. Pelargonium xerophyton Schltr. ex R.Knuth
284. Pelargonium zonale (L.) L'Hér.